# Balocco
Balocco (piemontiul: Balòch) település Olaszországban, Vercelli megyében. Lakosainak száma 218 fő (2023. január 1.). Balocco Formigliana, San Giacomo Vercellese, Villarboit, Buronzo és Carisio községekkel határos.

## Népesség
A település népességének változása:
| Lakosok száma | 228  | 233  | 218  |
|               | 2017 | 2018 | 2023 |